# Porin stadion
Il Porin stadion è lo stadio comunale di Pori, Finlandia.
Ospita le partite casalinge del FC Jazz ed il squadra di calcio femminile NiceFutis. Lo stadio ha una capacità di 12 300 spettatori, con 4 094 posti a sedere e 8 206 posti in piedi.